# Elena Gorolová
Elena Gorolová (2 de gener de 1969) és una defensora dels drets humans txeca. Exerceix com a treballadora social a Ostrava i és d'origen gitano.
El 1990, amb només 21 anys va ser esterilitzada forçosament a l'hospital després de donar a llum al seu segon fill. Tenia l'esperança de tenir un altre fill i no havia donat el seu consentiment al procediment. A continuació, llegir un teletext sobre un grup de dones que també foren esterilitzades sense consentiment i van començar a treballar amb aquest grup, del que després es va convertir en la seva portaveu. Gràcies a la seva iniciativa, el problema de l'esterilització involuntària de les dones gitanes va ser abordat pel Defensor del Poble Otakar Motejl. Aquest va concloure al desembre de 2005 que aquestes pràctiques es van dur a terme principalment entre 1973 i 1991. L'últim cas conegut d'esterilització sense consentiment a la República Txeca és el 2007. El 2009 el govern txec es va disculpar per les esterilitzacions forçades. No obstant això, no s'ha compensat a les dones afectades.
Actualment és la portaveu del Grup de Dones Perjudicades per Esterilització Forçada i membre de l'organització txeca Vzájemné soužití (Viure Junts).
En novembre de 2018 fou reconeguda com a part de la llista de 100 dones inspiradores i influents d'arreu del món per al 2018, publicades per la BBC.